# Cục Dự trữ Nhà nước (Việt Nam)
Cục Dự trữ Nhà nước (tên giao dịch tiếng Anh: General Department of State reserves) là cơ quan trực thuộc Bộ Tài chính, thực hiện chức năng tham mưu, giúp Bộ trưởng Bộ Tài chính quản lý nhà nước về dự trữ nhà nước; trực tiếp quản lý các loại hàng dự trữ được Chính phủ giao.

## Lịch sử hình thành
Tháng 9 năm 1955, Quốc hội khoá I nước Việt Nam Dân chủ Cộng hoà đã họp và ra Nghị quyết có ý nghĩa lịch sử đối với hệ thống Dự trữ quốc gia là: "Phải xây dựng được một lực lượng dự trữ hùng hậu để ứng phó với mọi tình huống bất trắc xảy ra". Theo đó, ngày 13-01-1956, Thủ tướng Phạm Văn Đồng đã ban hành Quyết định số 663/TTg, về tổ chức lực lượng dự trữ vật tư của quốc gia, với danh mục 27 loại hàng hoá thiết yếu; đồng thời tạm giao cho Ủy ban Kế hoạch quốc gia theo dõi, đôn đốc hoạt động dự trữ này và giao cho các Bộ: Thương nghiệp, Công nghiệp, Quốc phòng, Y tế trực tiếp bảo quản 27 loại hàng dự trữ quốc gia nói trên; chỉ được xuất kho theo lệnh của Thủ tướng Chính phủ.
Để thống nhất tổ chức bộ máy quản lý lực lượng dự trữ quốc gia, ngày 07-8-1956, Thủ tướng Phạm Văn Đồng ban hành Nghị định số 997/TTg, về việc thành lập Cục Quản lý dự trữ vật tư Nhà nước, trực thuộc Thủ tướng Chính phủ. Tổ chức bộ máy của Cục Quản lý dự trữ vật tư Nhà nước lúc đó gồm 04 phòng và hệ thống các kho dự trữ vật tư của Nhà nước trên các địa bàn quan trọng từ Vĩnh Linh trở ra. Để triển khai nhiệm vụ thống nhất quản lý Nhà nước về dự trữ quốc gia và trực tiếp giữ gìn, bảo quản các loại hàng hoá dự trữ, Thủ tướng đã thành lập 18 Ban Đại diện Vật tư dự trữ trực thuộc Cục, trực tiếp quản lý các kho dự trữ, đặt tại 18 tỉnh từ Quảng Bình trở ra.
Như vậy, với Nghị định 997/TTg ngày 07-8-1956, hệ thống tổ chức quản lý Dự trữ quốc gia đã chính thức hoạt động độc lập; với chức năng, nhiệm vụ và vị trí của một tổ chức chuyên ngành trong nền kinh tế. Đây là tổ chức tiền thân của Tổng cục Dự trữ Nhà nước ngày nay. Trên cơ sở đó, Thủ tướng Nguyễn Tấn Dũng đã ra Quyết định số 1371/QĐ-TTg ký ngày 06-8-2010, lấy ngày 07 tháng 8 hàng năm là "Ngày Truyền thống của ngành Dự trữ Nhà nước".

## Tên gọi trong các thời kỳ
- Giai đoạn 1956 – 1961: Thành lập Cục Quản lý dự trữ vật tư Nhà nước, trực thuộc Thủ tướng Chính phủ theo Nghị định 997/TTg ngày 07-8-1956.
- Giai đoạn 1961 – 1984: Chuyển Cục Quản lý dự trữ vật tư Nhà nước từ Phủ Thủ tướng về trực thuộc Tổng cục Vật tư (năm 1969 chuyển thành Bộ Vật tư) theo Nghị định số 165/CP ngày 18-10-1961.
- Giai đoạn 1984 – 1988: Thành lập Cục Quản lý dự trữ vật tư Nhà nước, thuộc Hội đồng Bộ trưởng, trên cơ sở Cục Quản lý Dự trữ vật tư Nhà nước (cũ) sáp nhập thêm các Cục Quản lý dự trữ Nhà nước ở các Bộ, Tổng cục theo Nghị định số 31/HĐBT ngày 18-2-1984.
- Giai đoạn 1988 – 1993: Đổi tên Cục Quản lý dự trữ vật tư Nhà nước thành Cục Dự trữ quốc gia theo Nghị định số 142/HĐBT ngày 18-9-1988.
- Giai đoạn 1993 – 1995: Chính phủ giao cho Bộ trưởng, Chủ nhiệm văn phòng Chính phủ quản lý chỉ đạo Cục Dự trữ quốc gia, theo Nghị định số 72/CP ngày 22-10-1993.
- Giai đoạn 1995 – 2003: Chuyển Cục Dự trữ quốc gia về trực thuộc Chính phủ theo Nghị định số 35/CP ngày 27-5-1995.
- Giai đoạn 2003 – 2008: Chuyển Cục Dự trữ quốc gia về trực thuộc Bộ Tài chính, theo Quyết định số 270/2003/QĐ-TTg ngày 24-12-2003
- Giai đoạn 2008 – nay: Nâng cấp Cục Dự trữ quốc gia thành Tổng cục Dự trữ Nhà nước trực thuộc Bộ Tài chính theo Nghị định số 118/2008/NĐ-CP ngày 27/11/2008.
- Từ ngày 1 tháng 3 năm 2025, trong cuộc Cải cách thể chế Việt Nam 2024–2025, mô hình Tổng cục bị bãi bỏ, Tổng cục Dự trữ Nhà nước được chuyển đổi thành Cục Dự trữ Nhà nước.[2]

## Cơ cấu tổ chức
Cục Dự trữ Nhà nước có 7 đơn vị tại Trung ương, gồm: Ban Kế hoạch; Ban Khoa học và Công nghệ bảo quan; Ban Tài chính và Quản lý hàng dự trữ; Ban Tổ chức cán bộ; Thanh tra; Văn phòng; Ban Công nghệ thông tin. Ở cấp tỉnh có Chi cục Dự trữ Nhà nước khu vực tại địa phương được tổ chức theo 15 khu vực; có tư cách pháp nhân, con dấu riêng, được mở tài khoản tại kho bạc nhà nước theo quy định của pháp luật.

## Lãnh đạo qua các thời kỳ
- Phan Phúc Tường: Cục trưởng Cục Quản lý Dự trữ vật tư Nhà nước, trực thuộc Thủ tướng phủ (8/1956 - 10/1961)
- Phạm Ngũ Kiên: Cục trưởng Cục Quản lý Dự trữ vật tư Nhà nước, thuộc Tổng cục (sau là Bộ) Vật tư (12/1961 - 5/1970)
- Nguyễn Thuận: Cục trưởng Cục dự trữ lương thực Nhà nước – Bộ lương thực (1967 - 12/1972)
- Nguyễn Thái (tức Đàm Chính Đáng): Cục trưởng Cục Quản lý Dự trữ vật tư Nhà nước, thuộc Bộ Vật tư (5/1970 - 1/1979)
- Ngô Đức Thảo: Cục trưởng Cục dự trữ lương thực Nhà nước – Bộ lương thực (10/1972 - 5/1981)
- Vũ Quang Tiết: Cục trưởng Cục Quản lý dự trữ vật tư Nhà nước – Bộ Nội thương (1978 - 1980)
- Trần Triệu: Cục trưởng Cục Quản lý Dự trữ vật tư Nhà nước, thuộc Bộ Vật tư (1/1979 - 6/1982)
- Dương Văn Trân: Cục trưởng Cục dự trữ lương thực Nhà nước – Bộ lương thực (5/1981 - 1984)
- Đào Đức Định (Quyền Cục trưởng): Cục Quản lý dự trữ vật tư Nhà nước – Bộ Nội thương (1980 - 1982)
- Lưu Đức Thụ: Cục trưởng Cục quản lý Dự trữ Vật tư Nhà nước thuộc Bộ Nội thương (1982 - 1984)
- Trần Kim An: Cục trưởng Cục Dự trữ Quốc gia, thuộc Bộ Vật tư (8/1982 - 2/1990)
- Lại Văn Cử: Thứ trưởng phụ trách Cục trưởng Cục Dự trữ Quốc gia (2/1990 - 12/1993)
- Ngô Xuân Huề: Cục trưởng Cục Dự trữ Quốc gia (1/1994 – 8//2002)
- Lương Hữu Kiểm: Cục trưởng Cục Dự trữ Quốc gia (8/2002 - 11/2008)
- Phạm Phan Dũng: Cục trưởng Cục Dự trữ Quốc gia (11/2008 đến 9/2009), Tổng cục trưởng Tổng cục Dự trữ Nhà nước (31/05/2017).
- Đỗ Việt Đức: Tổng cục trưởng Tổng cục Dự trữ Nhà nước (05/2017 đến 4/2023).
- Vũ Xuân Bách: Tổng cục trưởng Tổng cục Dự trữ Nhà nước (19/01/2023 - 1/3/2025).
- Bùi Tuấn Minh (1/3/2025 - nay)